# Rue Montorgueil
Pour le tableau que Claude Monet a peint de cette rue, voir La Rue Montorgueil.
La rue Montorgueil est une voie ancienne des actuels 1er et 2e arrondissements de Paris, France.

## Situation et accès

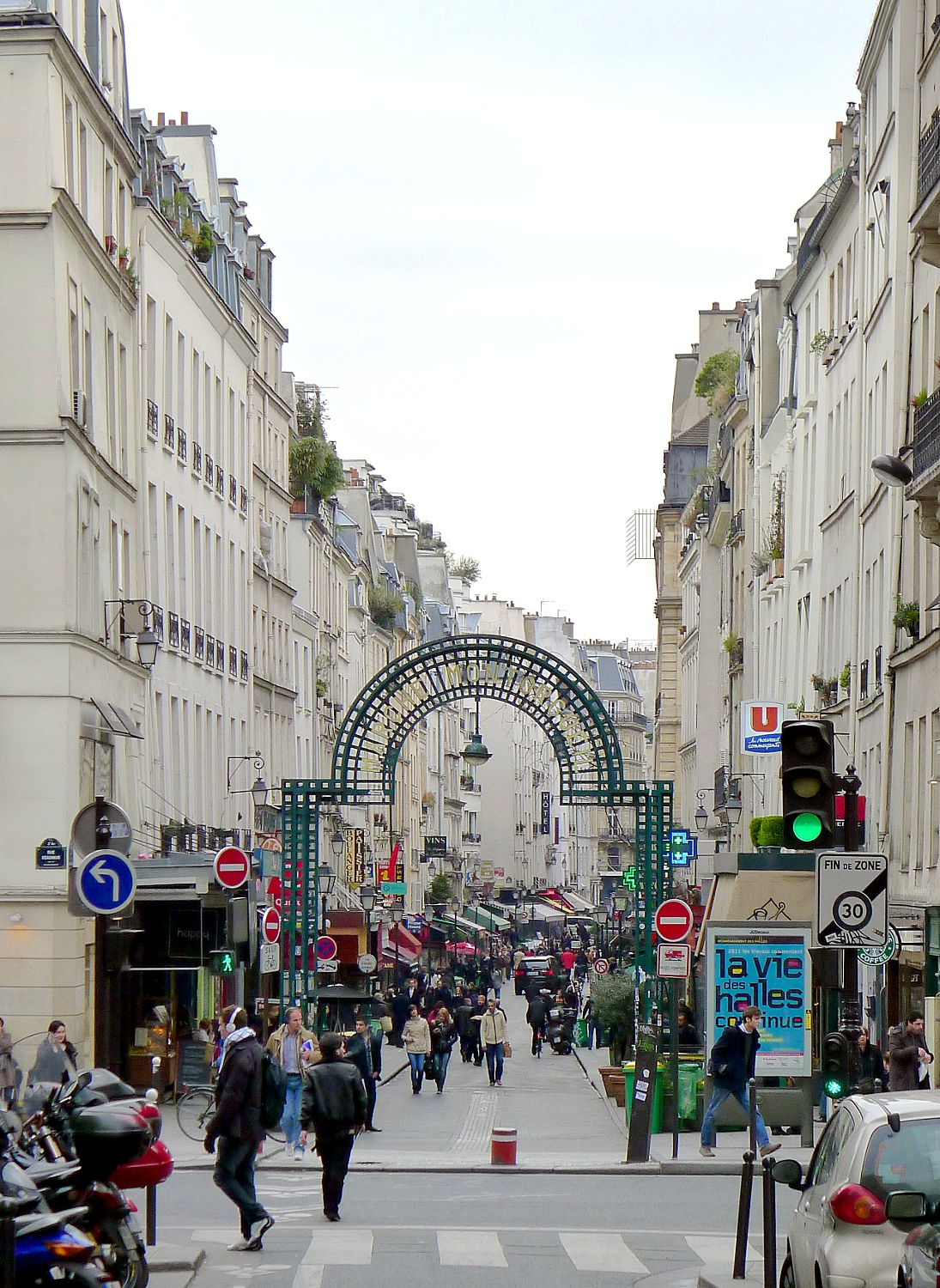
Rue Montorgueil vue en direction des Halles.

La rue Montorgueil est orientée globalement nord-sud, sa partie sud dans le 1er arrondissement, sa partie nord dans le 2e. Elle débute au sud, derrière l'église Saint-Eustache, au niveau des 2 rue Montmartre et 124 rue Rambuteau, et se termine 360 m au nord au carrefour des 1 rue Léopold-Bellan et 59 rue Saint-Sauveur. La rue est l'axe principal d'une zone piétonne animée, possédant de nombreux commerces d'alimentation et des restaurants. Elle a donné son nom au quartier Montorgueil dont elle occupe le centre.[réf. nécessaire]
Outre ces voies, la rue Montorgueil est rejointe ou traversée par plusieurs rues ; du sud au nord :
- nos 36-38 : rue Mauconseil
- nos 29-39 et 40-44 : rue Étienne-Marcel, qui marque la limite entre le 1er et le 2e arrondissement
- nos 39-41 et 50-52 : rue Tiquetonne
- nos 60-62 : rue Marie-Stuart
- nos 57-59 : rue Mandar
- nos 78-80 : rue Greneta
- nos 63-67 : rue Bachaumont

Au nord, la rue Montorgueil est prolongée par la rue des Petits-Carreaux.
La rue Montorgueil est desservie par la ligne 3 à la station Sentier et la ligne 4 aux stations Les Halles et Étienne Marcel.

## Origine du nom
La rue porte depuis le XIIIe siècle le nom du « mont Orgueilleux » (vicus Montis Superbi), car elle conduisait sur une hauteur, ou un petit mont (actuellement quartier de Bonne-Nouvelle), dont la rue Beauregard occupe le sommet.
D’après le roman de Victor Hugo (Les Misérables), la rue de Montorgueil devrait son nom à l’instrument utilisé pour porter de lourdes charges sur une basse hauteur, le cric, appelé jadis « l’orgueil ».

## Historique
Une requête des habitants de la rue Montorgueil, en date du 17 décembre 1498, demande la démolition d'une fausse porte située en cet endroit, car celle-ci crée un rétrécissement de la voie qui cause de grands embouteillages, agrémentant des dépôts d'immondices, de puanteurs et d'infections, comme si c'était une voirie, ainsi qu'une prolifération de voleurs. Cette démolition est accordée en 1503.
À partir de l'ouverture de la porte Poissonnière dans l'enceinte de Louis XIII en 1645, la rue était également le lieu d'arrivée des pêches venues des ports du nord de la France (chemin des Poissonniers), en particulier les huîtres, dont un marché se trouvait à l'emplacement de la rue Étienne-Marcel. Cette pratique perdure, notamment avec le restaurant Au Rocher de Cancale (au no 59 puis au no 78), alors que le bureau de vente de la Société des huitres d'Étretat et de Dieppe se trouvait aux no 61-63 et que celles de Fécamp étaient vendues près de la rue Tiquetonne. Dans la cour de l'auberge Le Compas d'Or se trouvait un hangar à diligences qui partaient vers Dreux.
Elle est citée sous le nom de « rue de Montorgueil » dans un manuscrit de 1636 dont le procès-verbal de visite, en date du 22 avril 1636, indique qu'elle est « orde, boueuse, avec plusieurs taz d'immundices ».
En 1660, un établissement de religieuses de la Visitation s'installe dans la rue ; elles le quittent en 1673 pour s'installer rue du Bac.
En 1665, le siège du Journal des Savants se trouvait dans cette rue dans une maison à l'enseigne du Cheval Blanc.

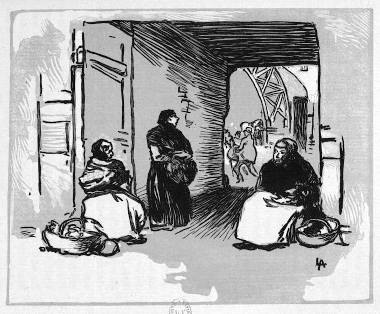
Marchandes au panier, rue Montorgueil, d’ Auguste Lepère, extrait de L’Artiste, mars 1894.

En 1817, la rue Montorgueil commençait cul-de-sac de la Bouteille et 44 rue Mauconseil et finissait au 1 rue du Cadran et au 63 rue Saint-Sauveur.

Les numéros impairs, de 55 à 69, étaient situés dans l'ancien 3e arrondissement, quartier Saint-Eustache, de 71 à 77, quartier Montmartre et les numéros pairs de 40 à 112 étaient situés dans l'ancien 5e arrondissement, quartier Montorgueil.

Les numéros de la rue étaient noirs. Le dernier numéro impair était le no 77 et le dernier numéro pair était le no 112.
Cette rue résulte de la fusion, en 1830, de, :
- Entre la Pointe Saint-Eustache (bas de la rue Montmartre) et la rue Mauconseil et à l'impasse de la Bouteille, elle avait comme nom « rue au Comte-d'Artois », « rue de la Porte à la Comtesse-d'Artois » ou « rue de la Porte au Comte-d'Artois », puis « rue de la Comtesse-d'Artois », parce que Robert II, comte d'Artois, neveu de Louis IX qui possédait un hôtel particulier situé en dehors de l'enceinte de Philippe Auguste, y avait fait établir une porte à la hauteur du no 31.
- La partie de la rue Montorgueil, qui finit à la rue Saint-Sauveur, elle se nommait au treizième siècle, « Vicus Montis superbi » (rue du Mont-Orgueilleux) car elle conduisait à un monticule ou butte dont la rue Beauregard occupe aujourd'hui le sommet. Cette voie publique s'étendait autrefois, sous le nom de « rue Montorgueil », jusqu'au boulevard.

Le 30 janvier 1918, durant la première Guerre mondiale, les nos 2, 4 et 51 rue Montorgeuil sont touchés lors d'un raid effectué par des avions allemands.

## Bâtiments remarquables et lieux de mémoire
- Pierre Jean de Béranger est né dans cette rue.
- Nos 15, 17 et 19 : groupe d'immeubles du XVIIIe siècle[11],[12],[13].
- Nos 38 et 40, rue Mauconseil : restaurant « L'Escargot Montorgueil »[14]. Créé en 1832 et spécialisé dans la cuisine bourguignonne et les recettes à base d'escargot, il a notamment eu pour clients Marcel Proust, Sarah Bernhardt, Sacha Guitry, Pablo Picasso ou encore Charlie Chaplin. L'intérieur, de style Second Empire, est classé monument historique[15],[16].
- No 47 : emplacement, au XVIIIe siècle, du « bureau central des chaises à porteur »[17].
- No 51 : immeuble du XVIIIe siècle abritant, au rez-de-chaussée, la « pâtisserie Stohrer » fondée en 1720[18]. À l’origine du baba au rhum, cette boutique célèbre à la fin du XIXe siècle possède des panneaux décoratifs de Paul Baudry. Plusieurs peintres l'ont représentée.
- No 64 : entrée de l'auberge « Le Compas d'Or », installée ici depuis le XVIe siècle, dont l'immeuble situé à l'angle de la rue Marie-Stuart[19] englobait les nos 64 à 74 implantés à l'intérieur[20]. La cour comporte alors un ancien et vaste hangar abritant les diligences en partance pour Dreux, Creil et Gisors ; sa charpente reposant sur des piliers en maçonnerie atteint 15 mètres de portée et s'étend sur environ 20 mètres de profondeur[21]. Le 31 décembre 1834, dans l'un des logements en fond de cour, Lacenaire et son complice Pierre Victor Avril, un menuisier de 25 ans, tentent d'assassiner le garçon de recettes Genevray, âgé de 18 ans. Bien que blessé, celui-ci hurle et les met en fuite[22]. Dans « Le Ventre de Paris », Émile Zola cite l'établissement. Kléber Bénard et Jean-Marcel Poyer, membres de la bande à Bonnot, y partagent une chambre du 2 janvier au 6 février 1912[23] ; ce dernier y sera arrêté par la police[24]. Durant la deuxième moitié du XIXe siècle, le bâtiment abrite aussi le restaurant « Philippe », alors renommé. L'ensemble est démoli en 1927 pour faire place à l'immeuble actuel.
- No 67 : le 4 janvier 1750, Jean Diot et Bruno Lenoir - le premier domestique, âgé de 40 ans ; le second cordonnier, âgé de 21 ans - sont surpris par un agent du guet « en posture indécente et d’une manière répréhensible ». Arrêtés puis jugés, ils sont condamnés à être brûlés vifs  en place de Grève le 6 juillet suivant. Par clémence, ils sont « secrètement étranglés avant de sentir le feu ». Ce sont les dernières personnes exécutées en France pour homosexualité. Depuis le 18 octobre 2014, une plaque posée sur la chaussée, au croisement de la rue Bachaumont, rend hommage aux deux hommes[25]. Le 17 mai 2021, une plaque identique est inaugurée sur la façade du 1 rue Léopold-Bellan[26].
- Nos 73 et 1, rue Léopold-Bellan : immeuble d'angle, de style rocaille, construit entre 1743 et 1746 pour le maître-maçon Étienne Regnault[11], dont on aperçoit les initiales sur la barre d'appui en ferronnerie aux fenêtres des trois premiers étages[27] ; à l'angle de ces rues se dresse un panneau Histoire de Paris.
- Nos 78 et 73-75, rue Greneta : restaurant « Le Rocher de Cancale »[28].

- Nos 86 : dernier domicile du résistant José Roig avant son exécution par les nazis en 1941[29].

Bâtiments remarquables et lieux de mémoire
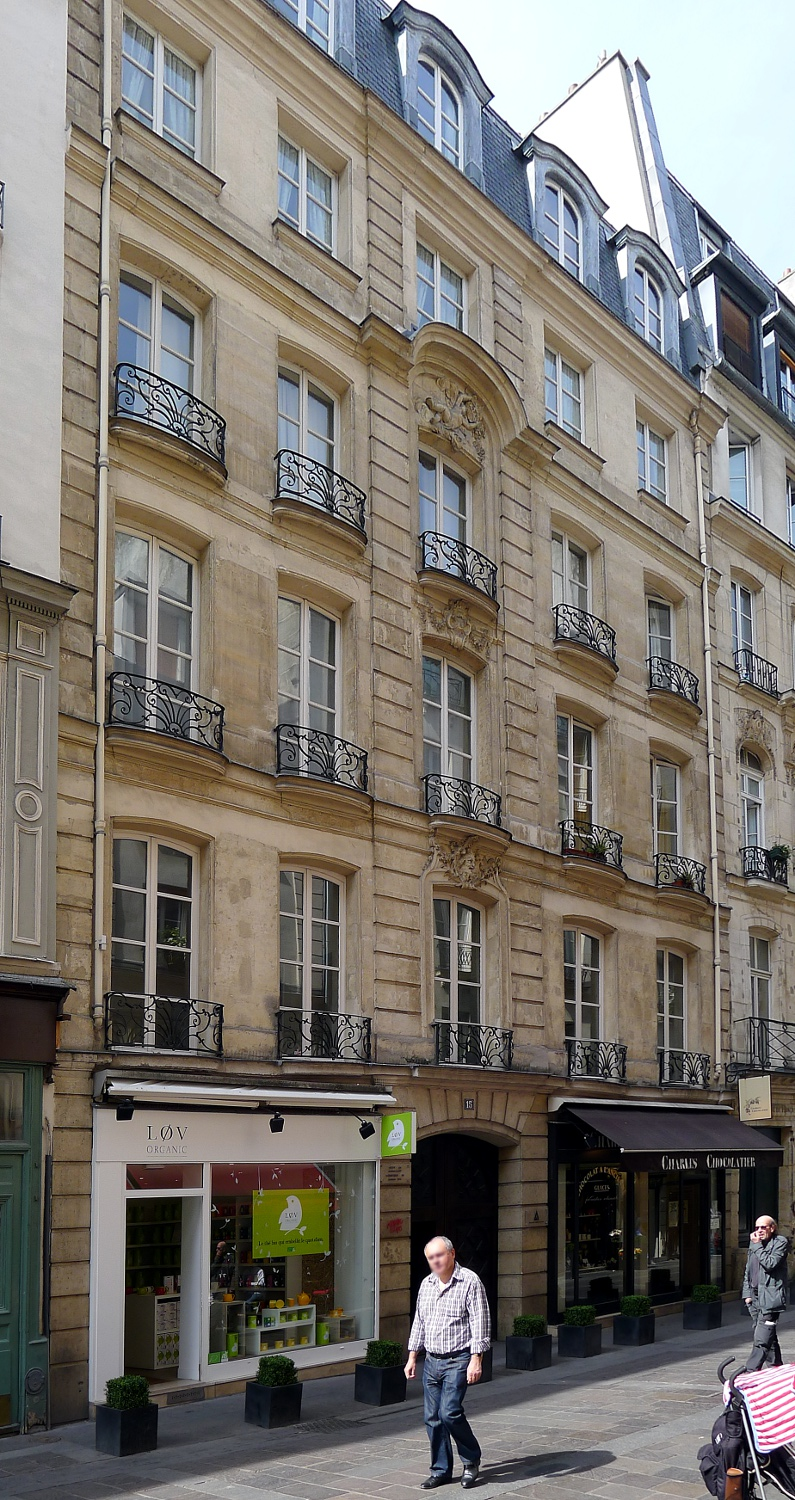
no 15 : inscrit MH.
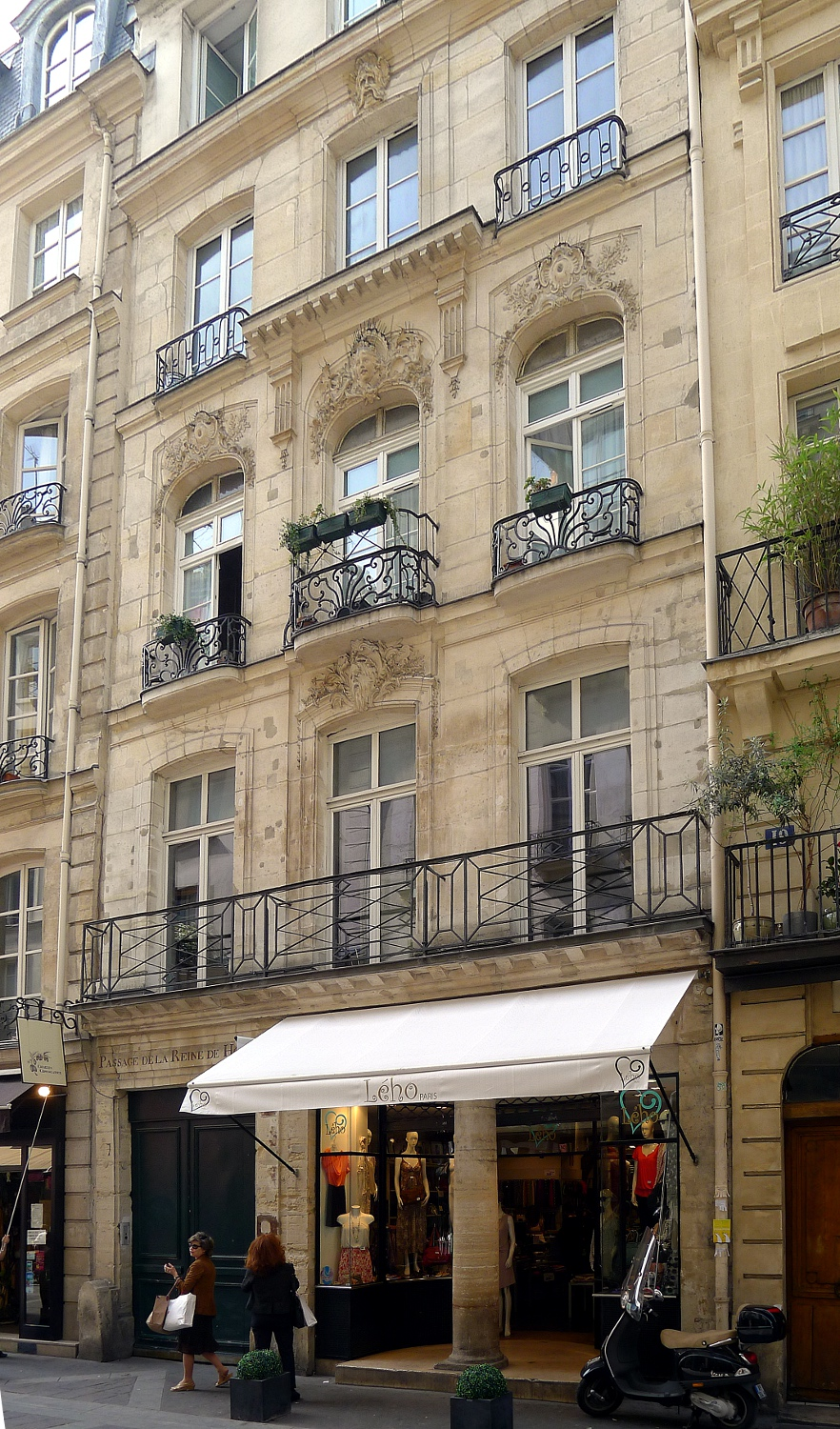
no 17 : inscrit MH.
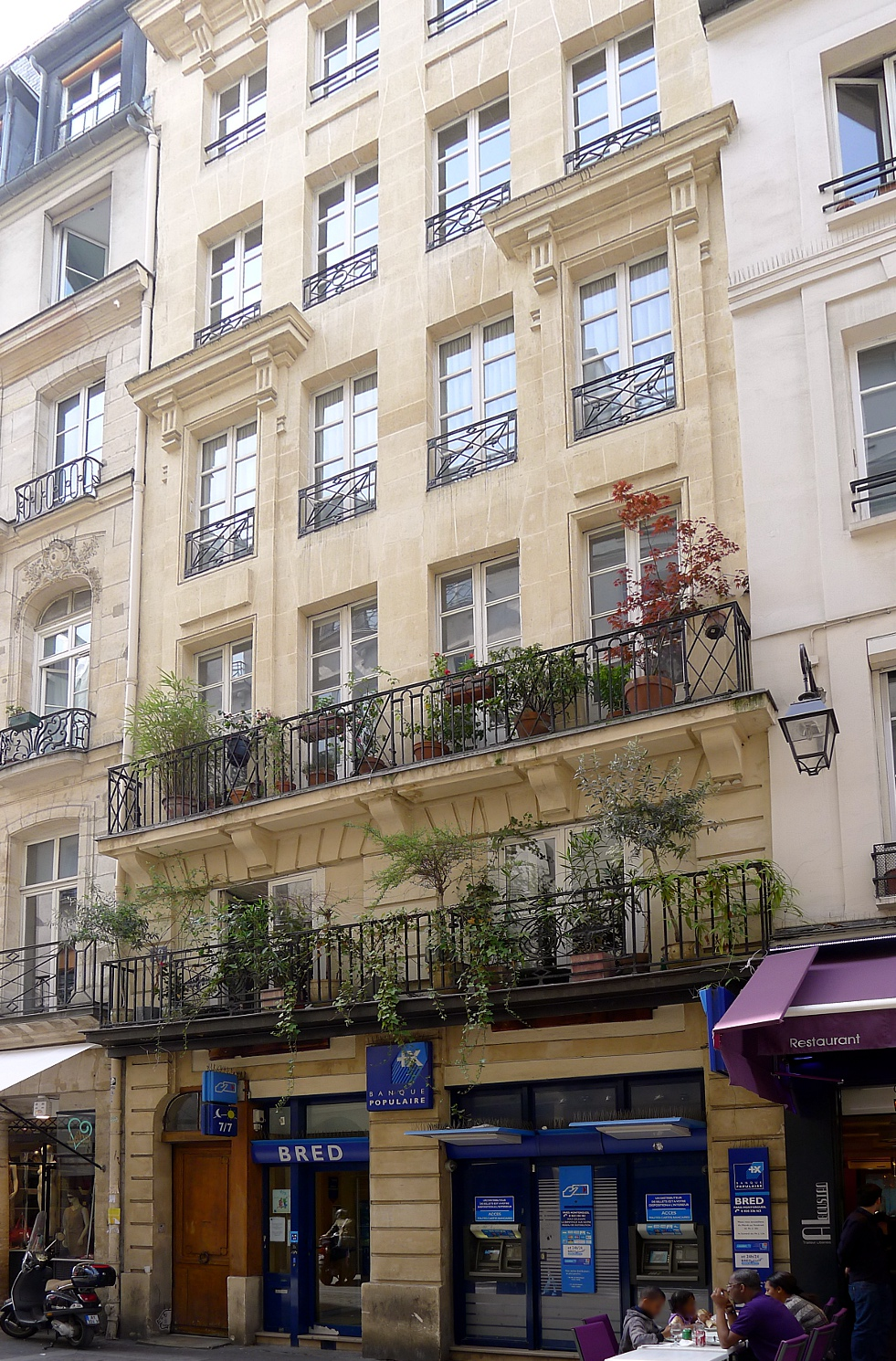
no 19 : inscrit MH.
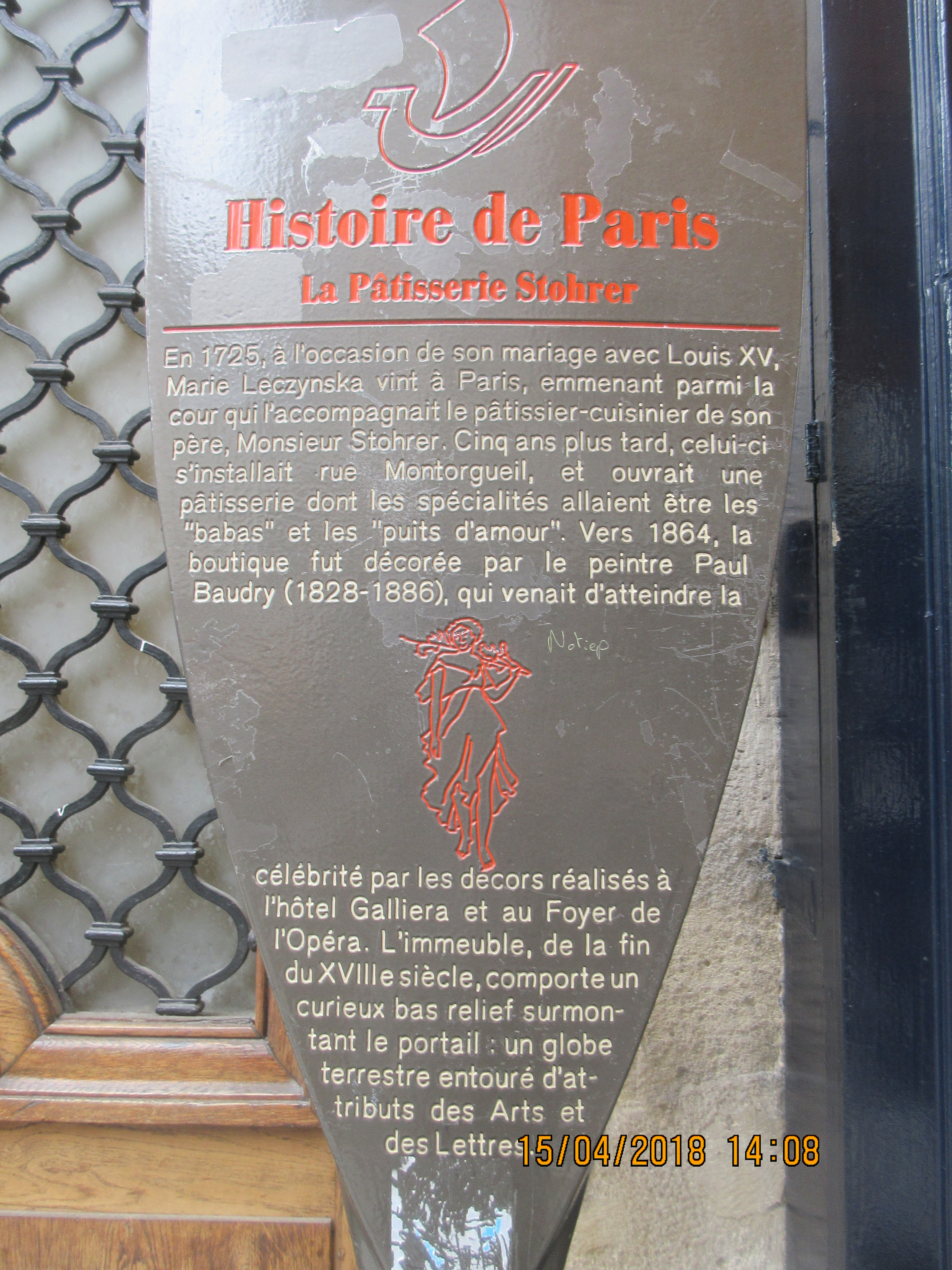
No 51 : pâtisserie « Stohrer ».
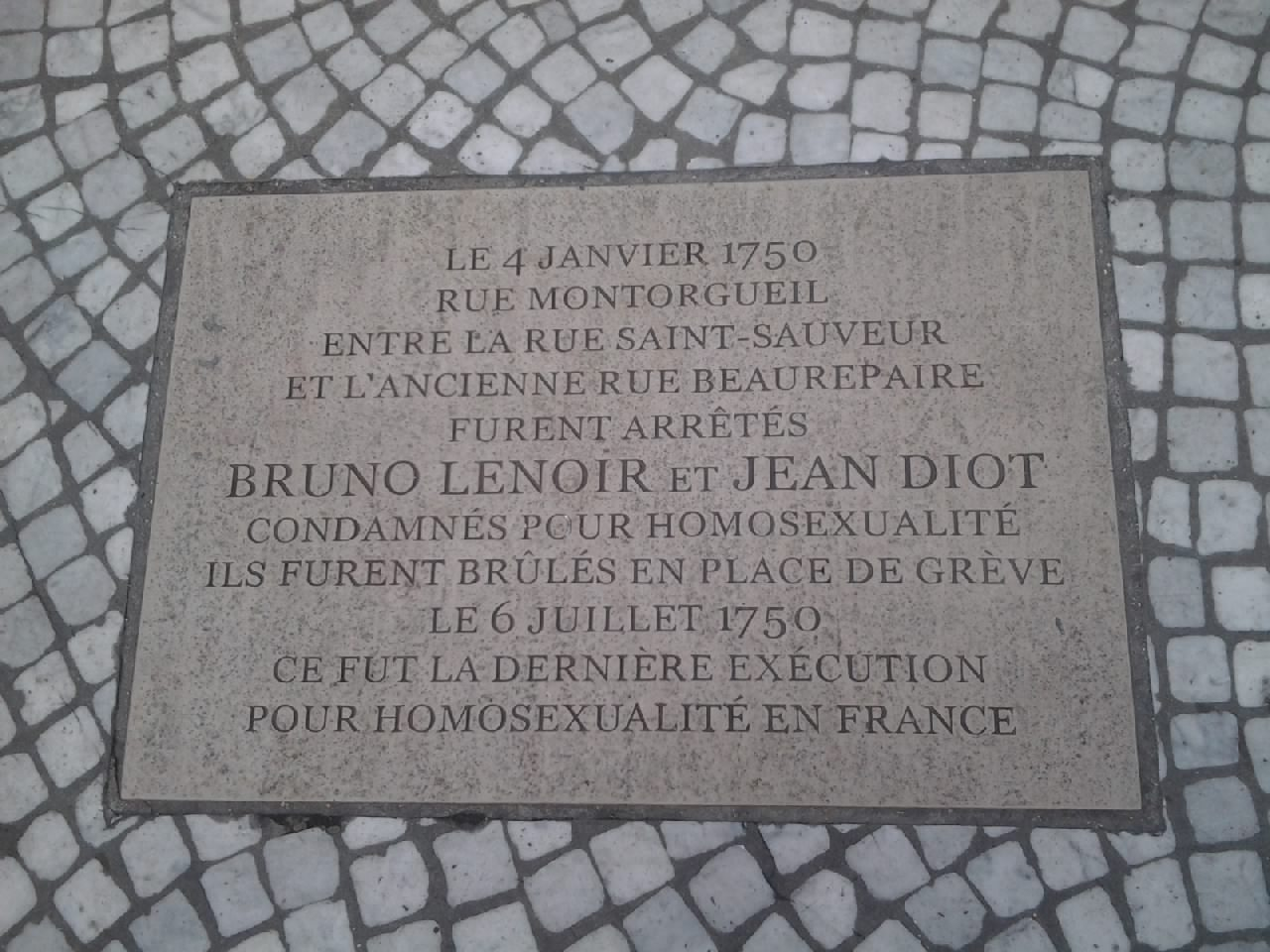
No 73 : plaque en mémoire de Jean Diot et Bruno Lenoir.
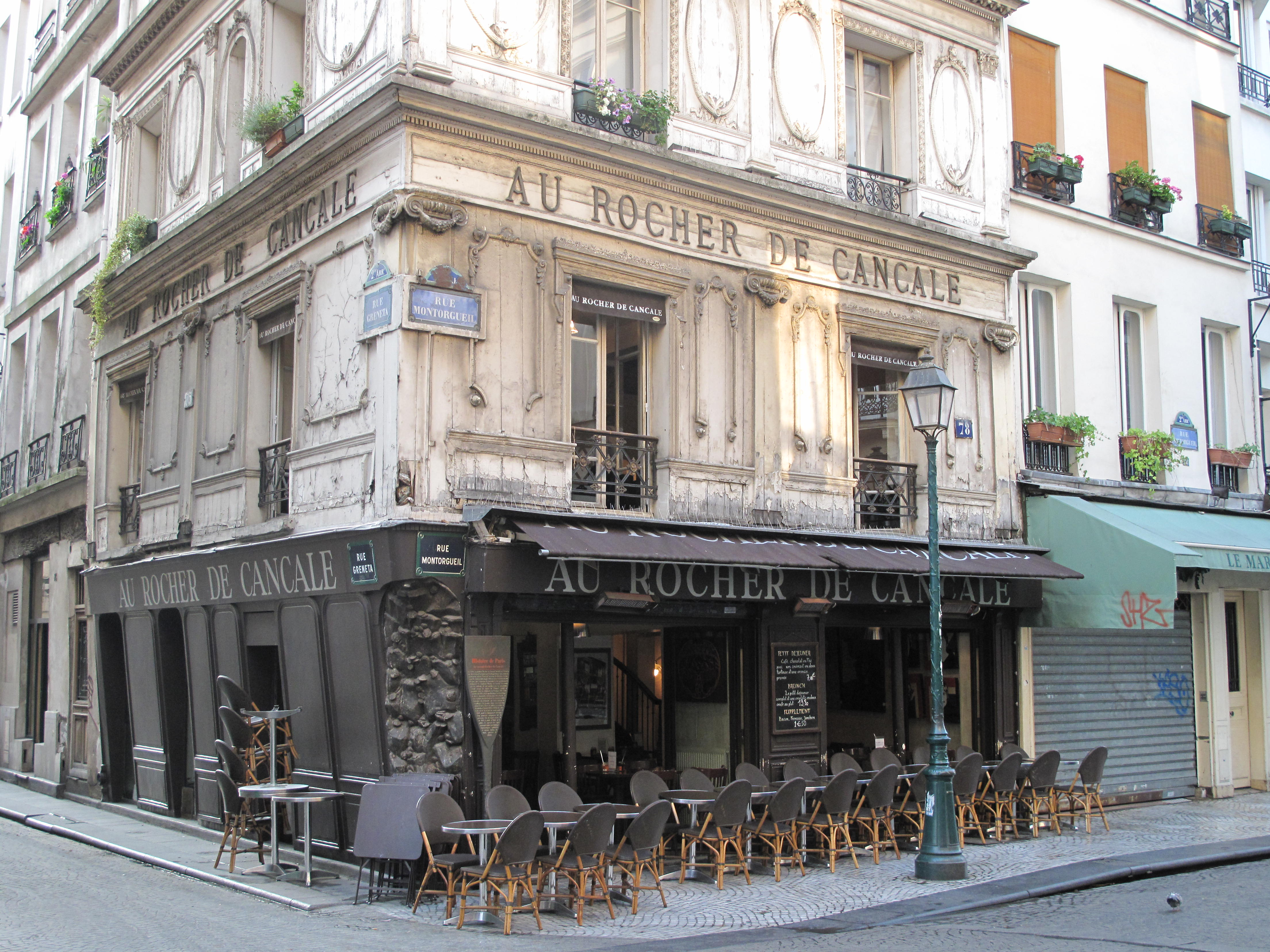
No 78 : restaurant « Le Rocher de Cancale ».

Immeuble n° 73
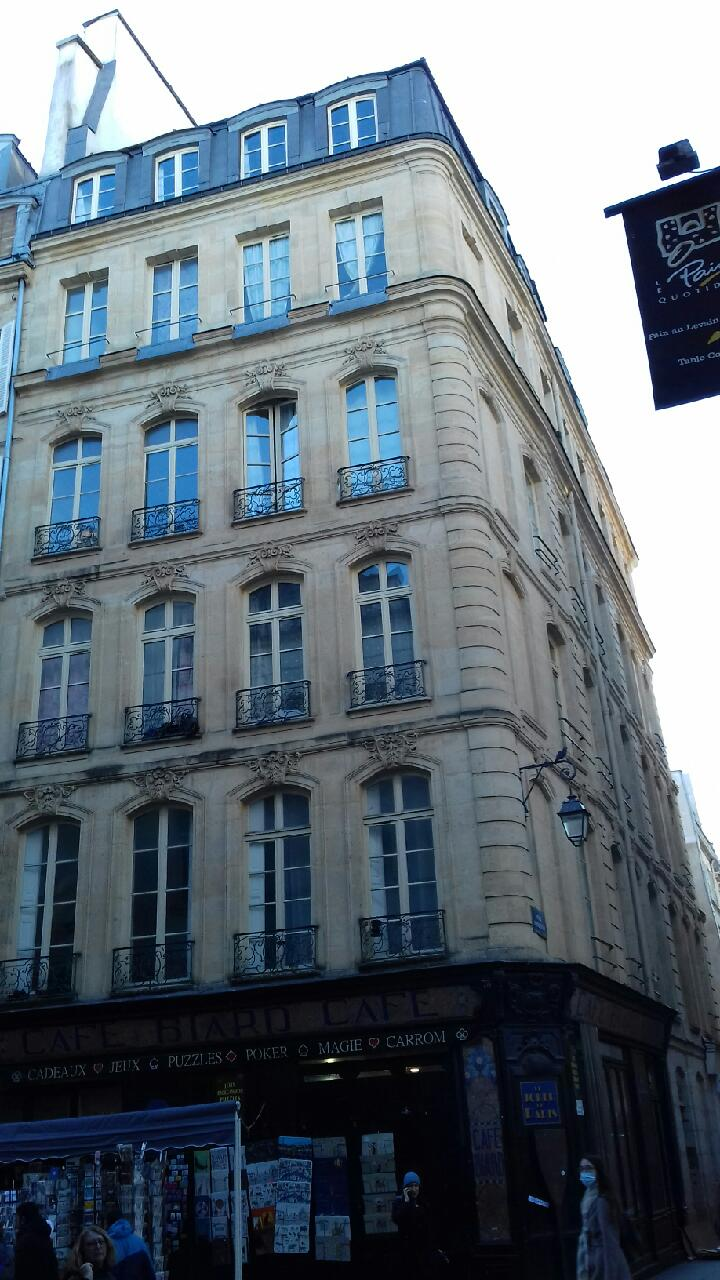
Vue générale.
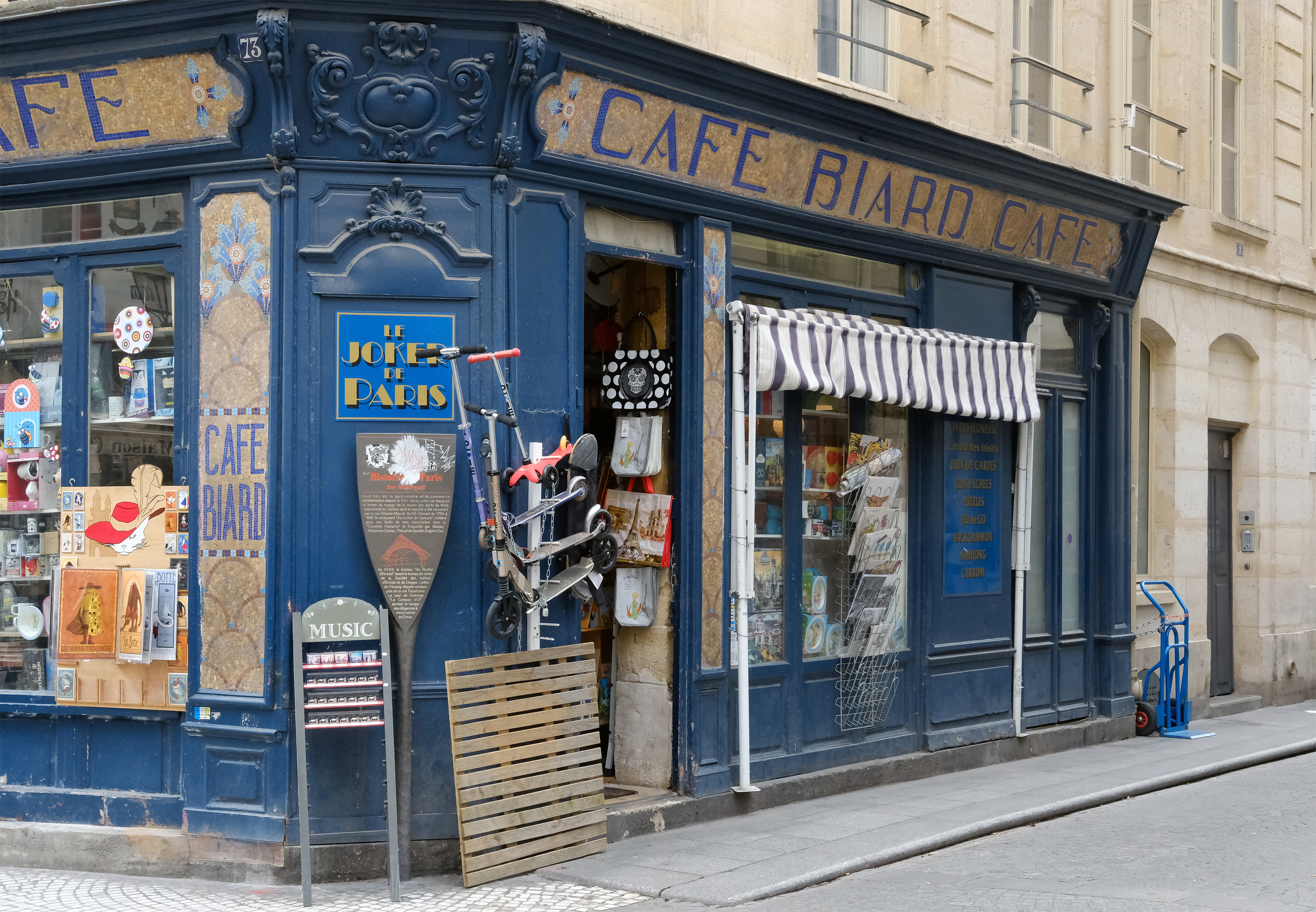
Rez-de-chaussée.
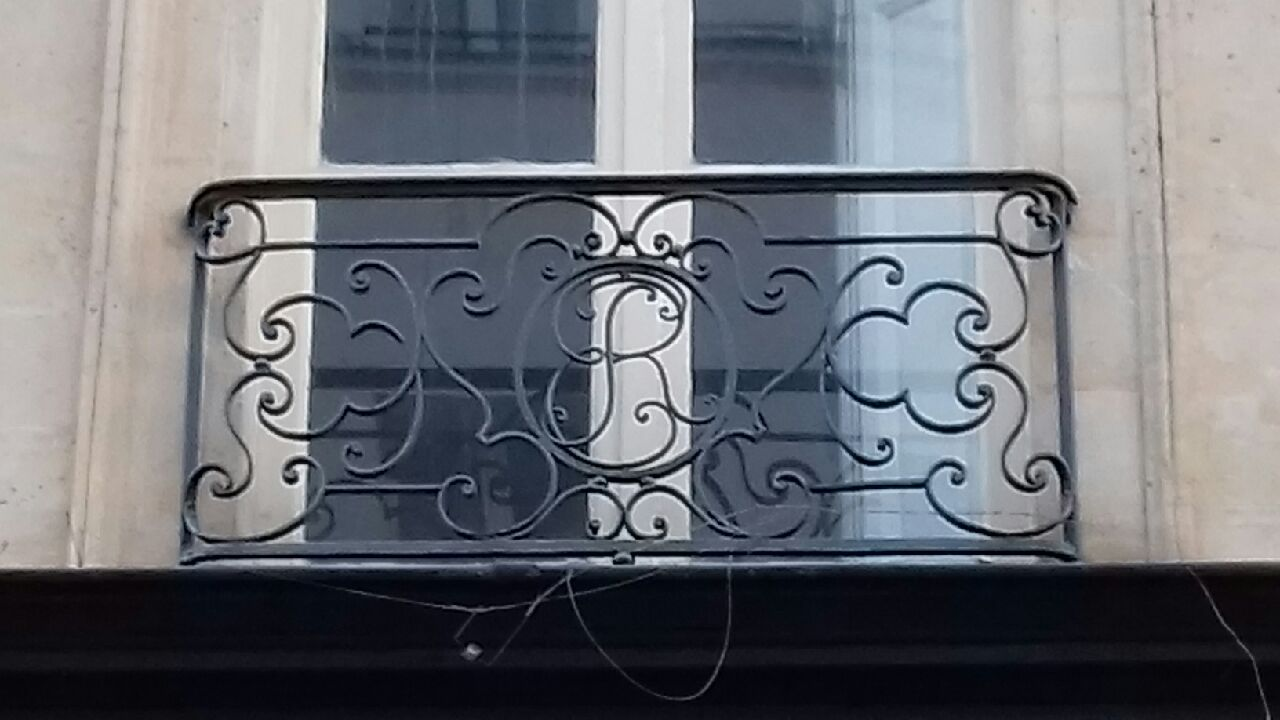
Détail du 1er étage (initiales ER).

### Dans les arts

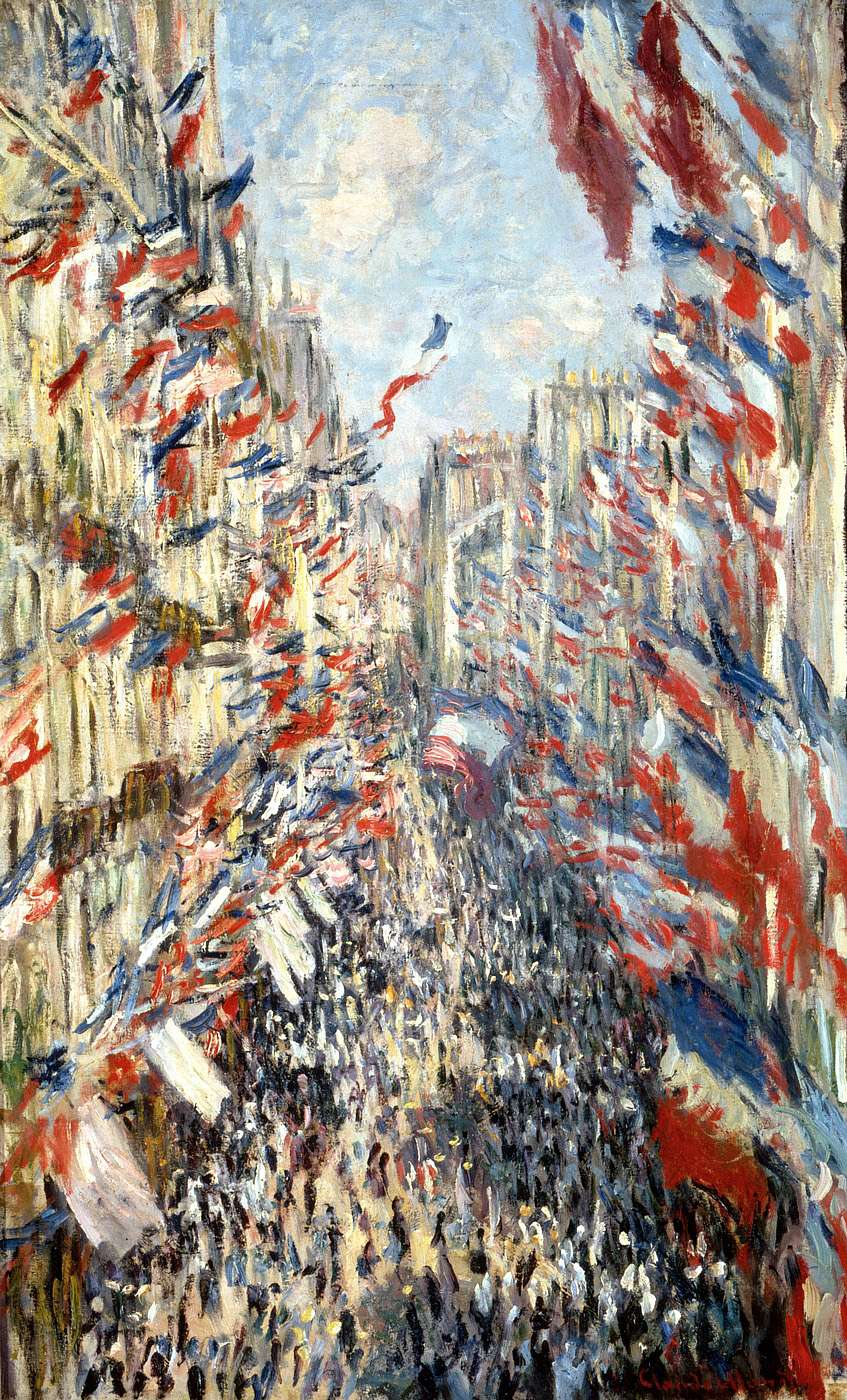
La rue Montorgueil par Claude Monet.

Victor Hugo évoque la rue Montorgueil dans « Les Misérables » (1862) : « À la fatigue, pour filer un câble, pour virer un cabestan, Jean Valjean valait quatre hommes. Il soulevait et soutenait parfois d’énormes poids sur son dos, et remplaçait dans l’occasion cet instrument qu’on appelle cric et qu’on appelait jadis orgueil, d’où a pris nom, soit dit en passant, la rue Montorgueil près des halles de Paris ».
Dans « Le Ventre de Paris » (1873), Émile Zola cite l'auberge « Le Compas d'Or » située au n° 64 : « Vous seriez bien gentil de garder ma marchandise, pendant que je vais remiser la voiture… C’est à deux pas, rue Montorgueil, au Compas d'Or ».

« La Rue Montorgueil » est un tableau peint en 1878 par Claude Monet. Il représente la rue emplie d'une multitude de drapeaux français le 30 juin 1878, jour de clôture de l'Exposition universelle et de célébration de la Fête nationale.

## Pour approfondir